# 三屯 (臺灣)
三屯，原寫為三墩，是臺灣新竹縣關西鎮的一個傳統地域名稱，位於該鎮中部。相較於今日行政區，其範圍大致為東安里西大半部。
國道3號的關西服務區位於本地區北部。

## 歷史
台灣清治末期至日治初期，三屯地區為一街庄，稱為「三墩庄」，隸屬於竹北二堡。該庄輪廓略呈東北—西南走向的狹長形，西北側最南段隔鳳山溪支流牛欄河與鹹菜硼街為界，中段及北段與牛欄河庄為界，東北與銅鑼圈庄、十藔庄為鄰，東南邊以丘陵及三屯溪及四寮溪與湖肚庄為界，西南邊東段隔四寮溪與十六張庄為界，西段隔鳳山溪與上南片庄為界。
1901年（日治明治三十四年）11月，全台廢縣廳改設二十廳，該庄隸屬於新竹廳。1909年（明治四十二年）10月，合併二十廳為十二廳，該庄隸屬不變。1920年（大正九年），廢十二廳改設五州二廳，該庄改制並雅化為「三屯」大字，隸屬於新竹州中壢郡關西庄，大字下有「上三屯」、「下三屯」小字名。1941年，關西庄升格為關西街。
戰後關西街改制為關西鎮，隸屬於新竹縣，大字亦改制為里。1950年桃、竹、苗分治，關西鎮隸屬不變。

## 交通
國道3號又稱「福爾摩沙高速公路」，是貫穿台灣西部的兩條縱向高速公路之一，大致以開口向西北的大弧形經過三屯地區西北部。境內未設交流道，但與縣道118號以匝道相通的關西交流道即在西側不遠處，由此進入可快速前往台灣西部各地。國道3號的關西服務區位於本地區北部。
省道台3線俗稱「內山公路」，是台北至屏東的內陸縱貫幹道，大致以縱向轉東北—西南走向經過本地區中部偏西地帶，向北東北可前往龍潭、大溪、三峽等地，向西南轉南可前往橫山、下公館、北埔、峨眉等地。
縣道118號是舊港至羅浮的道路，也是鳳山溪流域的主要連絡道路，大致以西北—東南走向轉縱向經過本地區西南端，向西北轉北經關西市區後轉西北可前往新埔、竹北、南寮並止於縣道122號路口，向南轉東可前往馬武督、羅浮並止於省道台7線路口。

## 學校
- 關西高中
- 東安國小

## 文化資產
- 關西東安橋（縣定古蹟）

## 宗教場所
- 關西潮音禪寺：創始於大正二年（西元1913年），位於下三屯地區的佛寺。[3][4]